# Natuurpark Lunca Mureșului

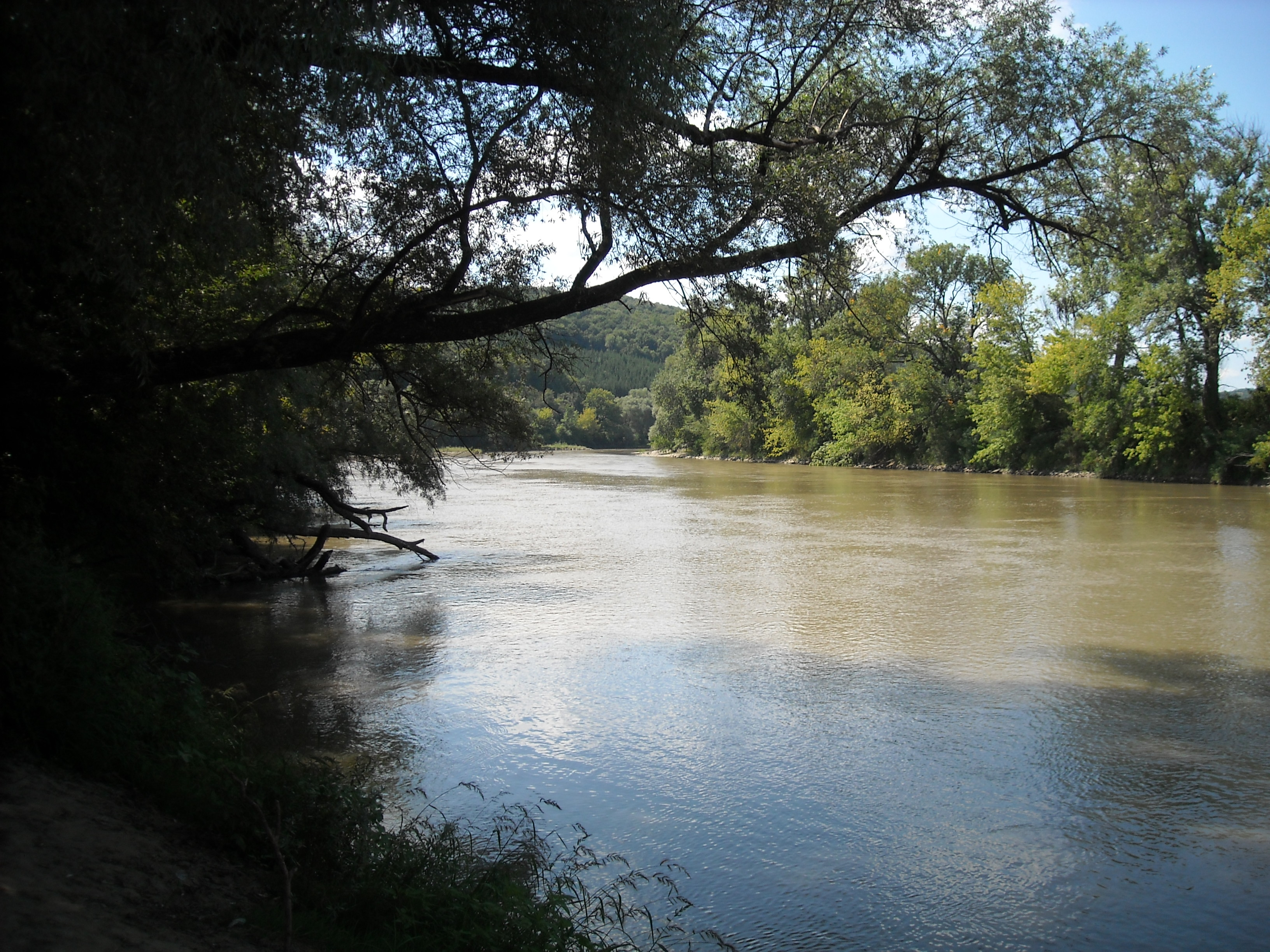

Natuurpark Munții Maramureșului (Roemeens: Parcul natural Munții Maramureșului) is een natuurpark in Roemenië. Het park is 17166 hectare groot en werd opgericht in 2005. Het park is een Ramsar-gebied. Het natuurpark omvat het dal van de Mureș, met moerassen, bossen en vloeiweiden.